# 각막 궤양
각막 궤양(角膜潰瘍, 영어: corneal ulcer, 영어: ulcerative keratitis)은 각막에 대한 염증성 또는 심각한 감염성 질환의 하나로, 각막 실질을 포함한 상피층의 파열을 동반한다. 심하면 각막천공으로 발전할 수 있다. 특히 열대 및 농업 사회에서 생활하는 사람들에게 흔한 질병이다. 개발도상국에서 비타민 A의 결핍으로 고통받는 어린이들은 각막 궤양의 위험이 높으며 두 눈에 평생 동안 실명이 올 수 있다. 안과학에서 각막 궤양은 보통 감염성 병인이 있는 것으로 간주되지만 각막 궤양이라는 용어는 물리적 찰과상을 가리키는 경우가 더 많다.

## 증상
각막 궤양은 신경 노출로 인해 극심한 통증이 있으며 눈물, 눈을 가늘게 뜨고 보는 현상, 시력 손실을 일으킬 수 있다.

## 재발성 각막 미란
재발성 각막 궤양은 치유가 더디지만 재발하는 경향이 있는 표면적인 궤양이다.

## 진단
진단은 실트 램프를 사용, 각막 궤양을 직접 관찰함으로써 이루어진다.

## 치료
최적의 치료를 위해서는 적절한 진단이 필수적이다. 세균성 각막 궤양은 감염 치료를 위해 강화된 항생제 치료가 필요하다. 균류에 의한 각막 궤양은 국부 항진균제의 투여가 필요하다. 헤르페스 바이러스에 의한 바이러스성 각막 궤양의 경우 국부 아시클로버를 하루에 적어도 다섯 차례 주입시킨다.